# Johnny Robinson
Johnny Nolan Robinson (Delhi, Luisiana, 9 de septiembre de 1938), más conocido como Johnny Robinson, es un exjugador profesional estadounidense de fútbol americano que se desempeñó en la posición de safety en la American Football League (AFL) y en la National Football League (NFL). Es miembro del Salón de la Fama del Fútbol Americano Profesional.

## Carrera
Robinson jugó como profesional doce temporadas en Kansas City Chiefs (1960-1971), equipo en el que se retiró.

## Reconocimiento
En 2019, ingresó como miembro al Salón de la Fama del Fútbol Americano Profesional.